# Мейуд (Илинойс)
Мейууд (на английски: Maywood) е село на щата Илинойс в САЩ. Населението му е около 26 987 души (2000). Намира се на 16 km западно от центъра на Чикаго.

## Население
Населението му е 23 640 души (по приблизителна оценка от юли 2017 г.).

## История
Мейууд е основан през 1869 г.

## География
Има обща площ от 32,9 кв. км (12,7 кв. мили).

## Личности, свързани с Мейууд
- Юджийн Сърнън
- Стивън Хънтър
- Джим Бриивър
- Шанън Браун
- Фред Хамптън
- Джон Прайн
- Денис Франц
- Уолтър Бърли Грифин